# Sogno di una notte di mezza estate (film 1935)
Sogno di una notte di mezza estate (A Midsummer Night's Dream) è un film del 1935 diretto da Max Reinhardt con i balletti di Bronislawa Nijinska. Tre storie s'intrecciano in questa commedia tratta dall'omonima opera di William Shakespeare.

## Trama

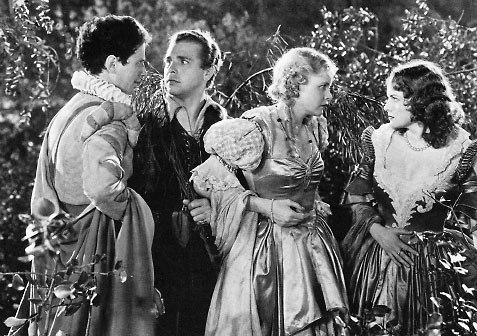
Ross Alexander, Dick Powell, Jean Muir e Olivia de Havilland in una scena

Ad Atene, durante i preparativi delle nozze di Teseo con Ippolita, alla giovane Ermia viene ordinato da suo padre di sposare Demetrio. Il giovane, che ha lasciato Elena, una precedente fiamma, è innamorato di Ermia ma trova un rivale in Lisandro, che è ricambiato dalla fanciulla. Ermia rifiuta di sposare l'uomo che non ama pur se il padre la minaccia di morte. Fugge, così, nel bosco con Lisandro. Qui, i due innamorati sono inseguiti loro malgrado da Demetrio, che non demorde. E dalla stessa Elena, che si mette sulle tracce dell'amante fedifrago.
Nel bosco, Oberon e Titania, i sovrani del popolo degli elfi e delle fate, si disputano il possesso di un piccolo principe indiano. I due litigano e, alla fine, si dividono. Oberon medita vendetta nei confronti della sposa e manda il folletto Puck alla ricerca di un fiore magico il cui succo induce chi lo prova a innamorarsi della prima persona che vedrà quando, dopo il sonno, aprirà gli occhi.
Per festeggiare le nozze del principe, intanto, alcuni artigiani di Atene vogliono mettere in scena una rappresentazione di "Piramo e Tisbe". Per preparare la commedia, si riuniscono anche loro nel bosco dove vogliono provarla. Ma, spaventati dalle magie del luogo, si disperdono. L'unico che resta è Bottom, trasformato in asino.
Oberon vuole usare il fiore magico su Titania: le mette accanto Bottom e, quando la regina si sveglia, si innamora istantaneamente dell'uomo asino.

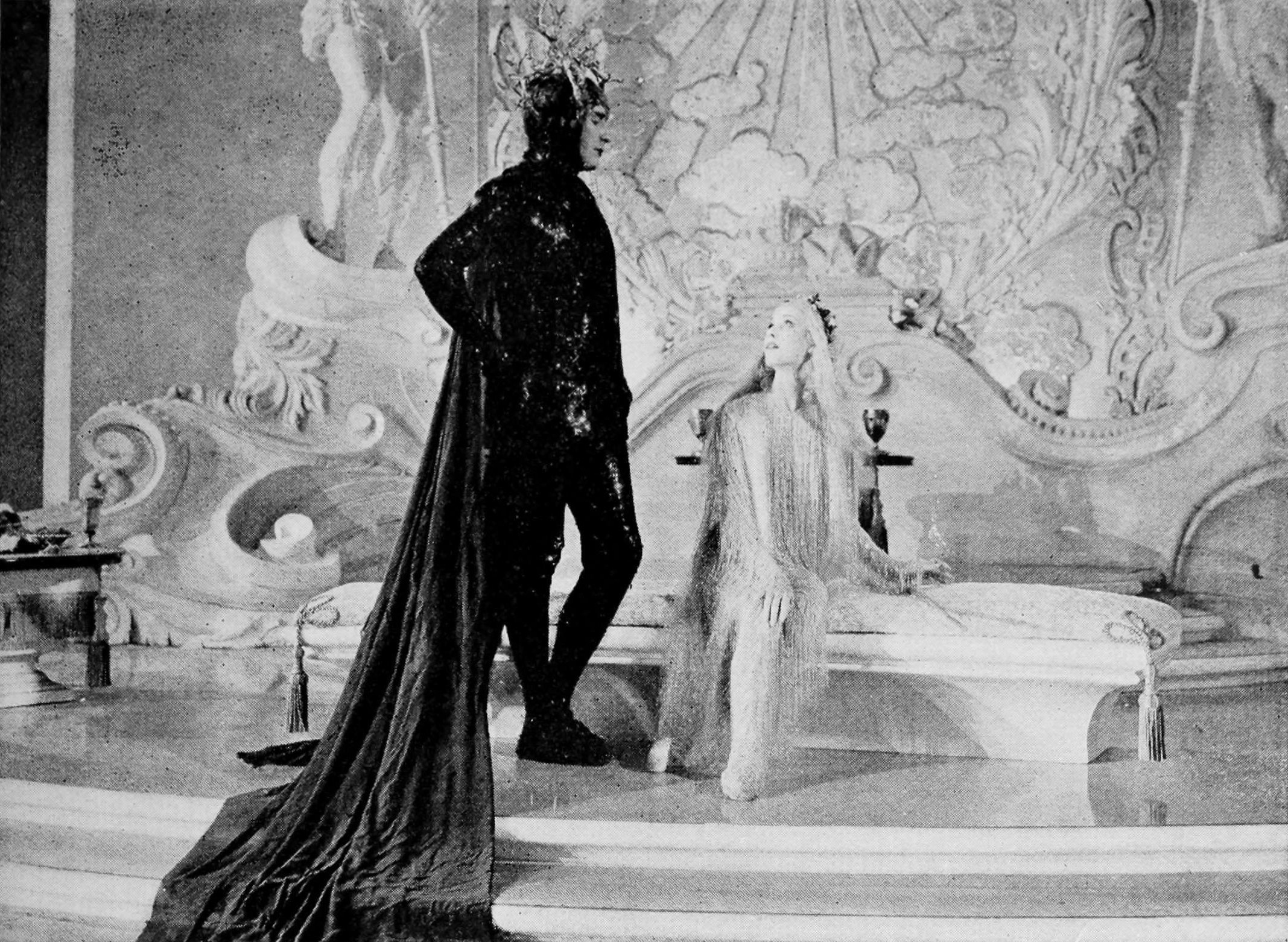
Victor Jory e Anita Louise

La magia è usata anche sugli umani che vagano nella foresta: stanchi e spossati, Ermia e Lisandro si addormentano pudicamente separati. Elena. con i suoi lamenti ha impietosito il re degli elfi che la vuole aiutare a riconquistare l'amato. Ordina così a Puck di risolvere la situazione e di mettere il succo magico sugli occhi di un giovane ateniese che disprezza la sua compagna.
Puck, vedendo due giovani che non dormono insieme, cade in un equivoco e usa la magia su Lisandro che, al suo risveglio, vede per caso per prima Elena cui dichiara immediatamente il proprio amore. Elena, confusa, lo sfugge. Oberon, resosi conto dell'errore di Puck, gli ordina di rimettere a posto le cose. Puck usa il fiore anche con Demetrio. A questo punto, tutti e due i giovani ateniesi si mettono a inseguire Elena che crede la prendano in giro in maniera crudele. Finisce che litiga anche con Ermia, credendola parte della burla.
Quando i quattro giovani, alla fine, cadono addormentati, Puck rimette finalmente le cose a posto. E, al loro risveglio, ognuno avrà per sé il compagno giusto. Anche la magia su Titania viene annullata: la regina delle fate si rende conto di aver amato un asino e si riconcilia con Oberon. Bottom, tornato umano, crede che sia stato tutto un sogno e riappare tra i compagni che sono ancora alle prese con le prove della loro commedia.
Le nozze del principe Teseo e della sua sposa vengono celebrate in pompa magna e i festeggiamenti hanno inizio: anche gli artigiani possono mettere in scena la loro stravagante versione del dramma di Piramo e Tisbe. Lo spettacolo, comunque, incontra la benevolenza della corte che assiste divertita. I quattro fuggitivi ritornano pure loro in città e vengono perdonati. Potranno sposarsi anche loro nella gioia generale e nel tripudio che accompagna le nozze reali.

## Produzione
Il film fu prodotto dalla Warner Bros. Pictures.
All'epoca delle riprese del film, il regista Reinhardt non parlava l'inglese ma dava ordini alla troupe in tedesco. Ricorse all'aiuto di William Dieterle come interprete.
La sequenza del balletto fu coreografata da Bronislava Nijinska.
Molti degli attori di questa versione non avevano mai recitato prima Shakespeare, in particolar modo James Cagney e Joe E. Brown che vennero acclamati per la loro interpretazione.
Nel ruolo del Principino, secondo alcune fonti, debutta come attore a soli tre anni il futuro regista underground Kenneth Anger,ma la sua partecipazione non mai stata effettivamente dimostrata.

## Colonna sonora
La musica di Mendelssohn fu usata per il film ma riorchestrata da Erich Wolfgang Korngold.

## Distribuzione
Distribuito dalla Warner Bros. Pictures, il film uscì nelle sale cinematografiche statunitensi il 30 ottobre 1935.
Il film venne vietato nella Germania nazista a causa di Reinhardt e della musica di Felix Mendelssohn che erano ebrei.

## Edizione italiana
L'edizione italiana venne curata da Paola Ojetti per i dialoghi; già nel 1933 Ojetti aveva tradotto in prosa l'opera shakesperiana per lo stesso regista Reinhardt, che l'allestì nel Giardino di Boboli, a Firenze; mentre il doppiaggio fu diretto da Luigi Savini; tra i doppiatori figuravano Rina Morelli su Mickey Rooney nel ruolo del folletto Puck, e altri attori di stampo teatrale come Sandro Ruffini, Vinicio Sofia, Paolo Stoppa, Giovanna Scotto e Lia Orlandini. Il lavoro fu apprezzato dalla cronaca dell'epoca.

## Riconoscimenti
- 1936 - Premio Oscar
  - Migliore fotografia a Hal Mohr
  - Miglior montaggio a Ralph Dawson
  - Candidatura Miglior film alla Warner Bros.
  - Candidatura Migliore aiuto regia a Sherry Shourds